# 劳拉·桑切斯 (羽毛球运动员)
勞拉·桑切斯（Laura Sanchez，1993年12月31日—），哥倫比亞女子羽毛球運動員。

## 簡歷
2016年9月，勞拉·桑切斯出戰哥倫比亞羽毛球國際賽女子單打以及混合雙打項目，在女子單打決賽中以0-2的成績（9-21、8-21）不敵危地馬拉選手尼克特·亞歷杭德拉·索托馬約爾，屈居亞軍。在混合雙打項目中，勞拉·桑切斯與Barrientos Mateo合作並在準決賽中以1-2的成績（19-21、22-20、14-21）不敵隊友，止步於4強。

## 主要比賽成績
只列出曾進入準決賽的國際賽事成績：
| 年份   | 賽事                 | 公開賽級別 | 項目     | 搭檔             | 成績   |
| ------ | -------------------- | ---------- | -------- | ---------------- | ------ |
| 2015年 | 哥倫比亞羽毛球國際賽 | 國際系列賽 | 混合雙打 | Barrientos Mateo | 準決賽 |
| 2016年 | 哥倫比亞羽毛球國際賽 | 國際系列賽 | 女子單打 | -                | 亞軍   |
| 2016年 | 哥倫比亞羽毛球國際賽 | 國際系列賽 | 混合雙打 | Barrientos Mateo | 準決賽 |

| 2007-2017年 | 首要超級賽 | 超級賽 | 黃金大獎賽 | 大獎賽 | 國際挑戰賽 | 國際系列賽 | 未來系列賽 | 其他 |

| 2018-2026年 | 總決賽 | 超級1000賽 | 超級750賽 | 超級500賽 | 超級300賽 | 超級100賽 | 國際挑戰賽 | 國際系列賽 | 未來系列賽 | 其他 |